# Bodo Schiffmann

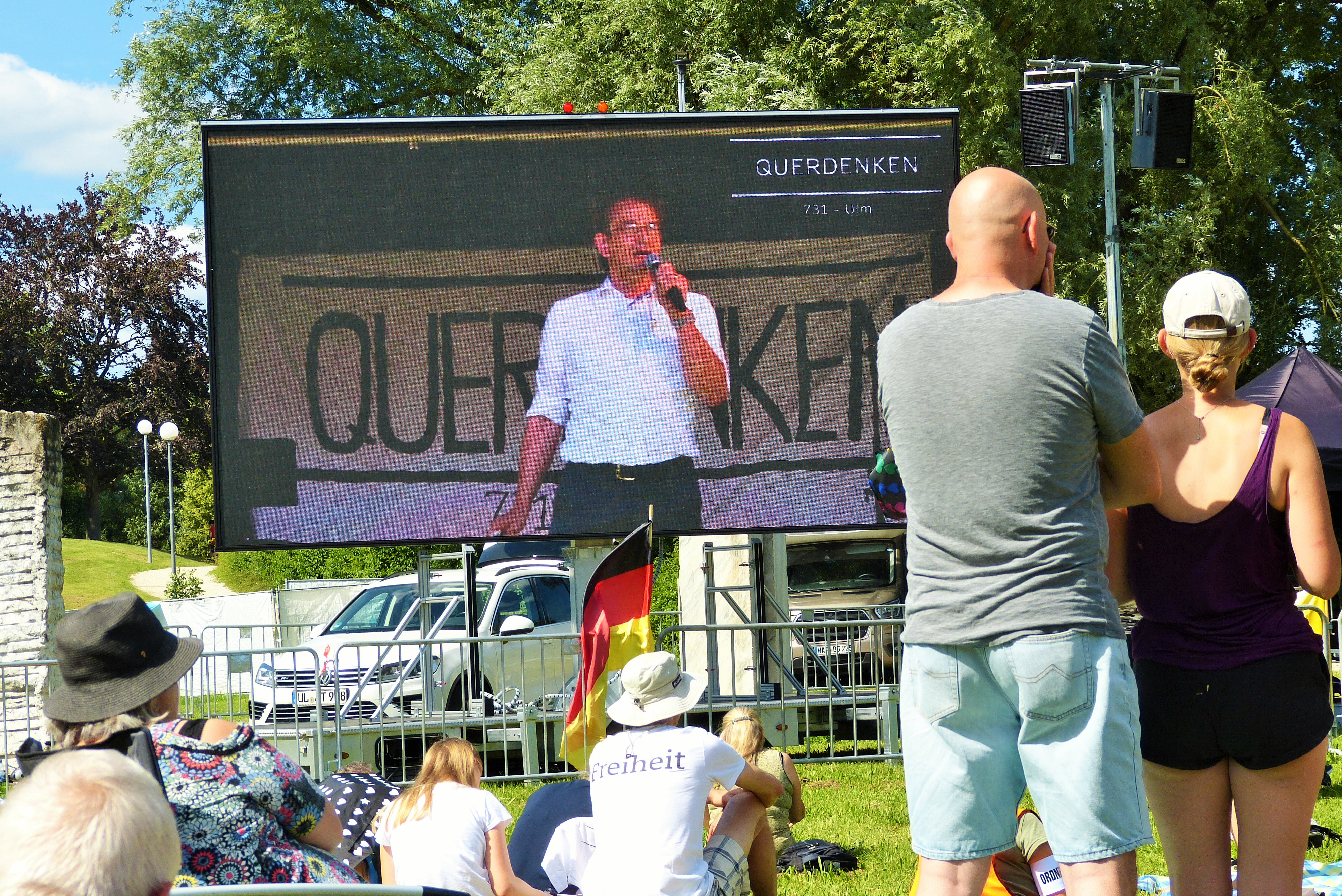
Bodo Schiffmann bei einer Veranstaltung von „Querdenken 731“ in Ulm, Juli 2020

Bodo Schiffmann (* 20. Januar 1968 in Beuel) ist ein deutscher Mediziner. Ab Mai 2020 verbreitete er Verschwörungstheorien insbesondere zur COVID-19-Pandemie in Deutschland und organisierte Proteste gegen Schutzmaßnahmen zur COVID-19-Pandemie in Deutschland mit oder rief dazu auf. Er gilt als eine Führungsfigur der deutschen Coronaleugner-Szene.

## Leben
Schiffmann wurde als Sohn eines Diplom-Kaufmanns in Beuel geboren. Nach dem Abitur am Gauß-Gymnasium Worms 1988 und dem Zivildienst beim Deutschen Roten Kreuz in Worms studierte er an der Ruprecht-Karls-Universität Heidelberg Medizin und absolvierte die Ausbildung zum Facharzt für HNO. 2002 wurde er bei Karl Hörmann an der Fakultät für Klinische Medizin Mannheim der Ruprecht-Karls-Universität Heidelberg mit einer Arbeit mit dem Titel Ergebnisse und Indikationen von Patienten[,] bei denen im Zeitraum von 1987 bis 1997 Orbita- oder Opticusdekompressionen durchgeführt wurden promoviert.
2006 eröffnete Schiffmann im HNO-Zentrum der GRN-Klinik Sinsheim eine eigene HNO-Privatpraxis und Schwindelambulanz. Diese betrieb er seit 2007 in Zusammenarbeit mit seiner Frau Mechthild Schiffmann als Gemeinschaftspraxis für Hals-, Nasen- und Ohrenheilkunde.
Im Zuge der COVID-19-Pandemie hat Schiffmann laut dem Vorwurf der Staatsanwaltschaft Heidelberg Personen bundesweit von der Maskenpflicht befreit, ohne sie zuvor untersucht zu haben. Er habe ihnen dafür ärztliche Gesundheitszeugnisse ausgestellt. Aufgrund dieses Anfangsverdachts ließ die Staatsanwaltschaft im Oktober 2020 seine Praxis durchsuchen. Ausgelöst durch eine Vielzahl neuer Verdachtsfälle folgte im Februar 2021 eine weitere Durchsuchung.
Das Sinsheimer Krankenhaus warf ihm ruf- und geschäftsschädigendes Verhalten vor und kündigte im Dezember 2020 seine Praxisräume außerordentlich und fristlos, weil sie als Organisationsbasis für seine Aktionen gegen die Maßnahmen zur Eindämmung der COVID-19-Pandemie gedient hätten. Mitte Januar 2021 sollte eine Räumungsklage gegen Schiffmann erfolgen. Die Approbationsbehörde leitete im Dezember 2020 die Überprüfung seiner Zulassung als Arzt ein, da der Verdacht bestehe, er habe „unrichtige Gesundheitszeugnisse“ ausgestellt.
Schiffmann zog mit seiner Familie während der Pandemie nach Tansania, nach eigenen Angaben, um seine Familie zu schützen, da er Morddrohungen erhalten habe. Er hat mit seiner Ehefrau zwei Kinder.

## Positionen und Wirken in der COVID-19-Pandemie
Auf seinem YouTube-Kanal „Schwindelambulanz Sinsheim / Dr. Bodo Schiffmann“ konzentrierte sich Schiffmann ab 2013 auf medizinische Themen, zum Beispiel Lagerungsschwindel oder Morbus Menière.
Mit der Ausbreitung des SARS-CoV-2-Virus in Mitteleuropa forderte Schiffmann zunächst als Maßnahme gegen die COVID-19-Pandemie, dass die Regierung der Bevölkerung kostenlosen Mund-Nasen-Schutz zur Verfügung stellen sollte.
Als die Maskenpflicht beschlossen wurde, erstellte er hingegen Videos, in denen er sich dagegen aussprach und das Virus verharmloste. Mit der sich verstärkenden Coronavirus-Pandemie nutzte Schiffmann den Kanal vermehrt, um seine politischen Ansichten zu verbreiten, wobei er ihnen als Arzt den Anschein von Wissenschaftlichkeit gab. Er führte Interviews mit dem Online-Magazin Rubikon und anderen Gegnern der Infektionsschutzmaßnahmen zur Eindämmung von COVID-19 wie dem ehemaligen  Basketballspieler und Influencer Cecil Egwuatu, dem Esoteriker Peter Herrmann und dem Aktivisten Ken Jebsen.

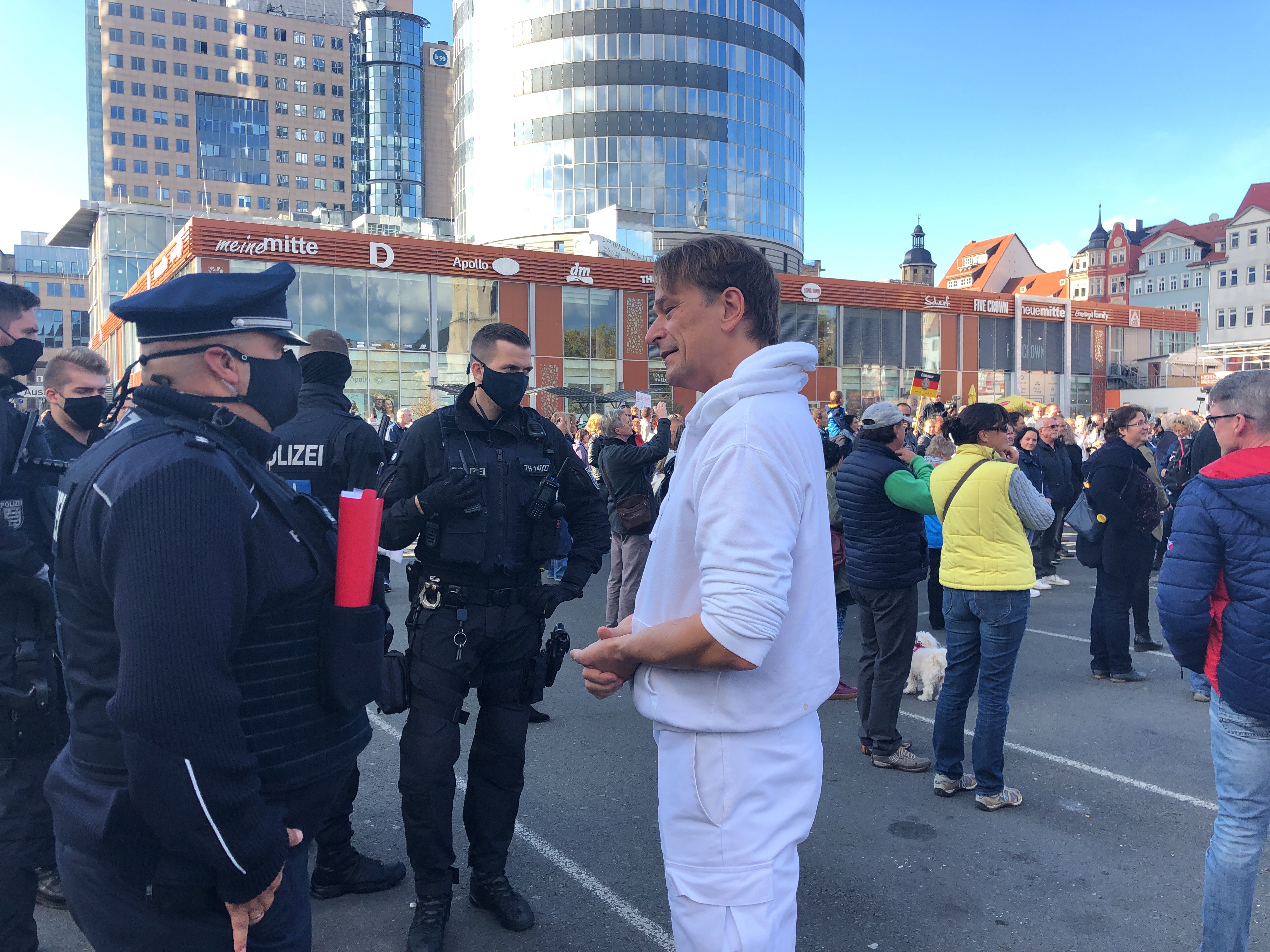
Bodo Schiffmann auf Corona Tour in Jena, 24. Oktober 2020

Schiffmann reiste ab Spätsommer 2020 mit dem früheren Freikirchen-Prediger Samuel Eckert und dem Unternehmer Wolfgang Greulich in seiner „Corona-Info-Tour“ in einem Doppeldeckerbus durch Deutschland und trat in etlichen Städten bei Demonstrationen auf, die von der Querdenken-Bewegung angemeldet wurden. Dort verbreitete er die These, Intensivbetten extra für Corona-Patienten vorzuhalten, sei nicht nötig und Mund-Nasen-Bedeckungen hätten keinen Effekt. In Bremen sagte er beispielsweise, in der Stadt gebe es keine Kranken oder Toten aufgrund der Pandemie. Schiffmann warnte vor einer Impfung gegen Corona.
Seit September 2020 verbreitete Schiffmann Falschinformationen über ein 13-jähriges Mädchen mit ungeklärter Todesursache. Er behauptete in den sozialen Medien und bei seinen Ansprachen, das Mädchen sei durch die Nutzung eines Mund-Nasen-Schutzes gestorben. Später ließ er verlauten, es gebe „drei tote Kinder durch Masken“. Für diese beiden weiteren Todesfälle und die von ihm behauptete Todesursache des ersten Mädchens gibt es keine Belege.
Im Juli 2021 versuchten Schiffmann, andere Aktivisten der „Querdenken“-Bewegung sowie Rechtsextremisten, die Hochwasserkatastrophe an der Ahr dazu zu nutzen, sich als Retter und Helfer zu inszenieren.
Für seine Äußerungen zur COVID-19-Pandemie erhielt Bodo Schiffmann 2021 den Negativpreis Goldener Aluhut in der Kategorie „Medizin und Wissenschaften“.
Am 13. April 2022 wurde bekannt, dass die Staatsanwaltschaft Heidelberg Anklage gegen ihn und seine Frau erhob wegen des Verdachts der Ausstellung unrichtiger Atteste zur Befreiung von der Maskenpflicht. Des Weiteren wird ihm Volksverhetzung vorgeworfen, da er in Videos den Holocaust verharmlost habe; so habe er Ärzte, die Patienten gegen COVID-19 geimpft hatten, mit Josef Mengele verglichen, der als Lagerarzt im KZ Auschwitz-Birkenau Selektionen vorgenommen, Vergasungen überwacht und menschenverachtende Experimente an Häftlingen durchgeführt hatte. Überdies habe Schiffmann in Videos die Quarantänepflicht mit der Inhaftierung in einem NS-Konzentrationslager gleichgesetzt und die Verhängung von Coronamaßnahmen als „zweiten Genozid“ bezeichnet.

## Weitere Positionen
Schiffmann tritt öffentlich als Anhänger der QAnon-Verschwörungstheorie in Erscheinung. Zudem fiel er mit der Verbreitung von Aufrufen zum Putsch auf und schrieb im Dezember 2020, dass der „Deep State“ ausgedient habe: „Bald ist Showdown … Nicht nur in Amerika … Dann wird auch in Deutschland der Hochverrat aufgedeckt.“ Schiffmann leugnet ebenfalls den menschengemachten Klimawandel. Im Juli 2021 erklärte er z. B., dass sowohl Coronaleugner wie auch Klimawandelleugner richtig lägen, zudem teilte er Artikel, in denen der menschengemachte Klimawandel als Schwindel bezeichnet wurde.
Nach der russischen Invasion in der Ukraine Anfang 2022, auf die viele Staaten mit Sanktionen reagierten, äußerte Schiffmann, die Bundesregierung würde mit ihren „Boykott- und Isolierungsmassnahmem“ [sic!] gegen Russland „gerade den Rest von Deutschland [zerstören], den sie nicht durch die Corona Politik zerstört haben“. Auch nannte er die angebliche Ausgrenzung von „Impfgegnern, Russen und Querdenkern“ eine „Volksverhetzung“. Weiter schrieb er: „Erst zwei Jahre Gehorsam für eine Grippe, jetzt auf Kommando Hass gegen Russen“. Auf seinem Telegram-Kanal ließ Schiffmann zudem einen Live-Stream des russischen Propaganda-Senders RT laufen, bis er ihn Anfang März 2022 wieder einstellte und am selben Tag Telegram den Kanal des Senders sperrte. Bezüglich des russischen Angriffskrieges behauptete er u. a. „Hier muss man den Notwehrparagrafen heranziehen. Hier hat ein Führer eines Landes einen Befreiungsschlag ausgeführt“.

## Mitgliedschaften
Schiffmann war Gründungsmitglied des Vereins Mediziner und Wissenschaftler für Gesundheit, Freiheit und Demokratie e. V. (MWGFD) mit Sitz in Passau.
Schiffmann gehörte zu den Mitbegründern des Parteivorhabens „Widerstand 2020“. Er verließ diese Partei jedoch und war kurzzeitig Mitglied der Neugründung WiR2020.

## Publikationen
- Jetzt hole ich mir mein Leben zurück. Hilfe zur Selbsthilfe für Schwindelpatienten. tredition Verlag, Hamburg 2018, ISBN 978-3-7469-8623-4.
- mit Mechthild Schiffmann: Schwindel ist kein Schicksal. tredition Verlag, Hamburg 2018, ISBN 978-3-7482-1058-0.
- Alles Schwindel?: Geständnisse & Erkenntnisse. Kamasha Verlag, Fulda 2022, ISBN 978-3-936767-70-4.